# Marlon Roudette
Marlon Roudette (London, 1982. január 5.) brit énekes-dalszerző. Szülei Cameron McVey zenei producer és Vonnie Roudette dizájner.

## Élete
Anyjával és nővérével még kiskorában a karib-térségi St. Vincentbe költözött, itt kezdett el a zenéléssel foglalkozni. Tizennyolc éves korában tért vissza Londonba.
Preetesh Hirjivel 2005-ben alapította meg a Mattafix nevű könnyűzenei duót.
2011 augusztusában adta ki szóló dalát New Age címmel, amellyel felkerült az európai slágerlistákra.